# Luis Carlos Prestes
Luis Carlos Prestes (3. ledna 1898 v Porto Alegre v brazilském státě Rio Grande do Sul – 7. března 1990 v Rio de Janeiro) byl v létech 1943 až 1980 generální tajemník Brazilské komunistické strany.

## Život
Absolvoval vojenskou akademii v hodnosti poručíka. V listopadu 1924, již jako kapitán, se stal vůdcem povstání proti režimu agrární oligarchie v Brazílii. S jednotkou o síle 1500 mužů složenou převážně z důstojníků pocházejících z nemajetných vrstev a z odvedenců prošel v Dlouhém pochodu (25000 km) celé brazilské vnitrozemí. Tento pochod vešel do dějin jako Prestesova kolona a on sám jako Rytíř naděje. Výsledkem povstání byly sociální reformy.
V roce 1928 odešel do Argentiny, kde se léčil. Brazilské povstání roku 1930 vyneslo k moci prezidenta Getúlia Vargase. Jednalo se o velice pružného politika a snažil se z počátku o sociální reformy a o kontakt se zástupci jednotlivých politických proudů. Jednal i s Prestesem, který však Vargase považoval za příliš konzervativního. On sám se začal přiklánět k marxismu.

V roce 1931 odjel do Moskvy. Tam se setkal se svou budoucí manželkou Olgou Benario. Oba byli Kominternou roku 1934 vysláni do Brazílie. Po událostech roku 1935 (povstání v několika vojenských posádkách) a přijetí mimořádných zákonů byl obviněn z iniciace povstání a v březnu 1936 zatčen. Ve vězení strávil téměř 8 roků. Jeho těhotnou ženu nechal Vargas jako německou Židovku deportovat do nacistického Německa, kde se jí v listopadu 1936 narodila ve vězení dcera Anita. Na žádost rodiny byla Anita roku 1938 vydána babičce Leocadii Prestes do Mexika. Olga Benario-Prestes byla popravena v Ravensbrücku roku 1942. Její matka a bratr zahynuli roku 1943 v Terezíně. 

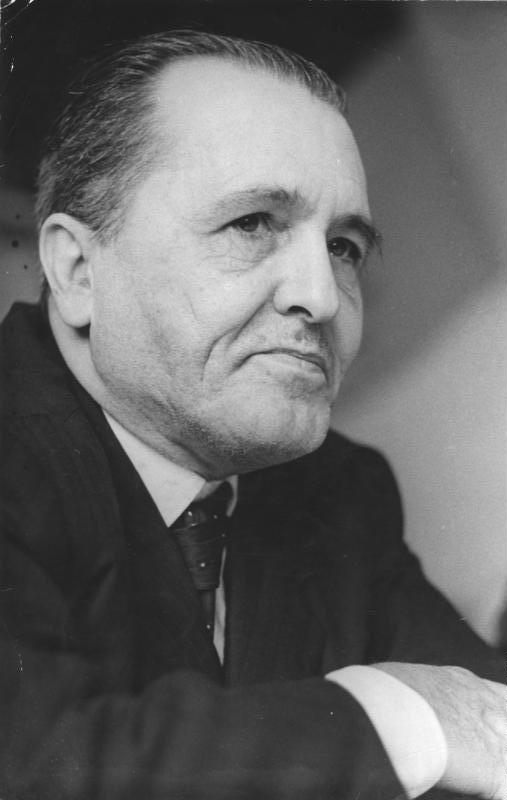
Luis Carlos Prestes roku 1959

Za 2. světové války se Brazílie v roce 1943 připojila na stranu koalice. Ve vnitřní politice se diktátorský režim prezidenta Vargase stal méně represivním. Prestes byl propuštěn z vězení. O prezidentu Vargasovi pak řekl: "Getúlio je pružný. Když byl v módě fašismus, byl fašista, teď je v módě být demokratem, tak bude demokratem".
Když se počátkem šedesátých let 20. století Brazilská komunistická strana rozštěpila na prosovětskou část a maoistickou sekci, zůstal na prosovětské straně. Koncem šedesátých let odešel se svou druhou ženou a 8 dětmi do Moskvy. Do Brazílie se vrátil až v roku 1979.
Jeho syn Yuri Ribeiro Prestes je historikem.

## Odrazy v kultuře
Osobnosti Luise Carlose Prestese byla věnována brazilská telenovela Kananga do Japão (1989) a brazilský film Olga (2004).
V roce 1997 byl natočen brazilský dokumentární film Prestes, rytíř naděje.
Ke stému výročí narození vystoupila na festivalu v Riu škola samby Acadêmicos do Grande Rio s představením Rytíř naděje (8. místo v soutěži škol).
Brazilský skladatel Taiguara složil na počest Prestese píseň Rytíř naděje.
Spisovatel Jorge Amado vydal roku 1942 knihu s názvem Rytíř naděje, která byla přeložena i do češtiny a v níž je popsána cesta Prestesovy kolony.